# Valérie Pécresse
Valérie Pécresse (født Roux, 14. juli 1967) er en fransk politiker, der har været regionsrådsformand i Île-de-France (Paris-området) siden 2015. Hun forlod partiet Republikanerne (LR) i 2017 for at stifte Soyons libres (SL). Som republikaner var hun medlem af Nationalforsamlingen for Yvelines' 2. valgkreds fra 2002 til 2007 og igen fra 2012 til 2016. Hun var minister for videregående uddannelse og forskning fra 2007 til 2011 og budgetminister og talsmand for den franske regering fra 2011 til 2012.
I juli 2021 annoncerede Pécresse sit kandidatur til den republikanske nominering af partiets præsidentkandidat til præsidentvalget i Frankrig 2022.

## Uddannelse og tidlig karriere
Pécresse er datter af økonomen Dominique Roux, der underviste på Université Paris-Dauphine og senere var administrerende direktør for koncernen Bolloré. Hun har juridiske grader fra HEC Paris og ÉNA. Hun taler fransk, engelsk, russisk og japansk.
Pécresse var revisor for Conseil d'État indtil 1998, hvor hun blev udpeget som rådgiver for præsident Jacques Chirac.

## Politisk karriere
Fra 2002 til 2007 var Pécresse medlem af Frankrigs nationalforsamling for departementet Yvelines (2. valgkreds). I parlamentet var hun medlem af Udvalget for Konstitutionelle Anliggender (2002-2005) og Kulturudvalget (2005-2007). I 2004 blev hun talsmand for Nicolas Sarkozy, som dengang var leder af UMP.
Hun blev også valgt til regionsrådet i Île-de-France i 2004. Pécresse var talsmand for partiet i Yvelines.
Fra 2007 til 2011 fungerede Pécresse som minister for videregående uddannelse og forskning i premierminister François Fillons regering. I løbet af sin embedsperiode iværksatte hun mange reformer i et forsøg på at give universiteterne en større grad af autonomi og åbne vejen for mere privat finansiering. Reformerne forårsagede en bølge af strejker.
I 2009 gav Académie de la Carpette anglaise, en organisation, der modsætter sig spredningen af det engelske sprog i fransktalende lande, Pécresse Prix de la Carpette Anglaise ("den engelske dørmåttepris") for at have nægtet at tale fransk ved internationale møder i Bruxelles. Pécresse havde udtalt at engelsk var det nemmeste kommunikationsmiddel.
Samtidig blev Pécresse af Financial Times beskrevet som en af de mest succesrige af Sarkozys ministre og betragtet som en kandidat til at efterfølge Christine Lagarde som økonomi- og finansminister i 2011.
Fra 2011 til 2012 fungerede Pécresse som regeringens talsmand og som minister for budget, offentlige regnskaber og statsreformer i Fillons tredje regering. I denne egenskab var hun imod stigninger i EU-budgettet for 2013. Ved lokalvalget i 2011 gik hun bemærkelsesværdigt imod den officielle partilinje, ledet af den daværende UMP-leder Jean-François Copé, ved ikke at anbefale partiets tilhængere, hvordan de skulle stemme; i stedet sagde hun, at hun ville foretrække Socialistpartiet (PS) i tilfælde af en anden valgrunde mod National Front (FN).
Efter Nicolas Sarkozys nederlag ved det franske præsidentvalg i 2012 forblev Pécresse et nøglemedlem af Union pour un Mouvement Populaire (UMP) og dens efterfølger, republikanerne (LR). Hun vendte tilbage til nationalforsamlingen, hvor hun sad i finansudvalget fra 2012 til 2016.

### Formand for Regionsrådet i Île-de-France
I december 2015 stod Pécresse i spidsen for en alliance af centrums- og højrefløjspartier, som kneben besejrede en alliance af socialister og grønne ved regionsrådsvalget i Île-de-France. Hun blev den første kvinde til at beklæde embedet som formand for regionsrådet i Île-de-France. 
Ved Republikanernes valg af præsidentkandidat i 2016 forud for præsidentvalget i 2017 støttede Pécresse den tidligere premierminister Alain Juppé. Midt i Fillon-affæren om nepotisme opfordrede hun i marts 2017 sammen med Xavier Bertrand, Christian Estrosi og andre Juppé til at erstatte François Fillon som partiets kandidat. 
Forud for republikanernes formandsvalg i 2017 grundlagde Pécresse sin egen politiske bevægelse Libres! i juli 2017. Hun modsatte sig også offentligt den nyvalgte LR-formand Laurent Wauquiez og advarede mod hans mulige "porøsitet" til den yderste højrefløjs National Fronts (FN) ideer. Hun meddelte senere sin afgang fra LR den 5. juni 2019, tre dage efter Wauquiez's tilbagetræden som formand for partiet.
Som reaktion på Brexit-afstemningen i 2016 hjalp Pécresse med at lancere et initiativ fra virksomhedsledere og politikere – herunder Anne Hidalgo, Gérard Mestrallet og Christian Noyer – for at tiltrække handel fra London. Hun har siden offentligt sagt, at Frankrig rullede det "røde-hvide-og-blå tæppe" ud for britiske bankfolk.
I 2019 annoncerede Pécresse planer om at øge antallet af mennesker i Paris-regionen, der cykler til arbejde ved at investere 100 millioner euro i nye cykelstier og infrastruktur og en støttet elcykeludlejningsordning inden 2021.

### Kandidatur til præsidentvalget i 2022
I juli 2021 annoncerede Pécresse, at hun havde til hensigt at stille op som den republikanske kandidat ved præsidentvalget i 2022. I et interview med Le Figaro sagde hun: "Jeg er klar til at være den første kvindelige præsident for republikken." Ved partiets kongres i november 2021 blev hun nummer to efter Éric Ciotti ved en intern afstemning. Ved anden valgrunde mellem de to blev hun anbefalet af de øvrige besejrede kandidater Michel Barnier, Xavier Bertrand og Philippe Juvin.
Den 4. december 2021 vandt Pécresse det republikanske kandidatur i den sidste afstemningsrunde med 61 % af stemmerne afgivet af partimedlemmer, mod 39 % til rivalen Éric Ciotti.

## Privatliv
Pécresse har været gift med den tidligere investeringsbankmand og Alstom-direktør Jérôme Pécresse siden 1994. Parret har tre børn. 